# Mimacraea neokoton
Mimacraea neokoton is een vlinder uit de familie van de Lycaenidae. De wetenschappelijke naam van de soort is voor het eerst geldig gepubliceerd in 1907 door Druce.